# Corin Curschellas
Corin Curschellas (* 2. Juli 1956 in Chur) ist eine Schweizer Liedermacherin, Jazz- und Chansonsängerin und Schauspielerin.

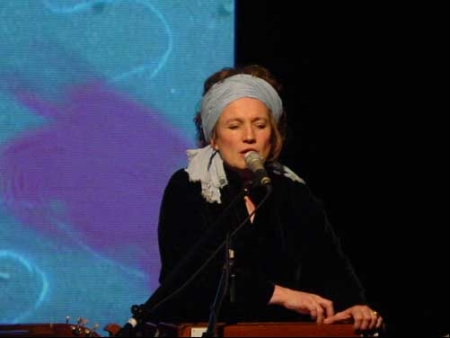
Corin Curschellas, 2005

## Leben und Wirken
Curschellas, die in Chur aufwuchs, studierte nach einem Primarlehrerindiplom sowohl an der Schauspielakademie Zürich als auch Musikwissenschaft an der Universität Zürich.
Von 1977 bis 1983 arbeitete sie mit Walter Lietha zusammen und legte mit diesem Alben wie Die Fahrenda oder Liebi Schwiizer guet Nacht vor. Zwischen 1993 und 1997 war sie die Sängerin des  Vienna Art Orchestra, mit dem sie auch 2009 auf Tour war. Weiterhin wirkte sie an Produktionen von John Wolf Brennan, David Byrne, Andreas Vollenweider, Max Lässer, Fritz Hauser, Heiri Känzig, Christian Marclay, Hélène Labarrière und Yves Robert mit. Mit Steve Argüelles, Christophe „Disco“ Minck und Benoît Delbecq bildet sie die Gruppe The Recyclers.
Seit 1992 veröffentlichte sie zehn Alben mit eigenen Songs, darunter Grischunit, in dem sie auf Rätoromanisch singt und von Marc Ribot und anderen New Yorker Musikern begleitet wird. Mit den Musiciens du Nil und Christy Doran tourte sie in Ägypten und Tunesien. Mit dem Gitarristen Nguyên Lê, dem Bassisten Richard Bona sowie dem Drummer Steve Argüelles trat sie in einem Jimi-Hendrix-Projekt auf zahlreichen internationalen Festivals auf. Mit Özay Fecht begründete sie ein globales Neujahrsliedprojekt. Gemeinsam mit Christine Lauterburg und Walter Lietha singt sie bei den Gruppen Echo und Doppelbock Deutschschweizer Volkslieder in folkigen Arrangements.
Curschellas trat auch als Schauspielerin in Theaterstücken bei Regisseuren wie Christoph Marthaler und Robert Wilson und im Film Marmorera auf. Ausserdem komponierte sie für Michael von der Heide, für Vera Kaa und für Filme von Stina Werenfels.

## Preise und Auszeichnungen
- 1991: «Atelier Paris» der GSMBA (heute visarte), Stipendium des Kantons Graubünden[1]
- 1993: Förderpreis des Kantons Graubünden
- 1998: Wettbewerb für professionelles Kulturschaffen des Kantons Graubünden[2]
- 1999: Kompositionsauftrag der Stiftung Pro Helvetia
- 2003: Wettbewerb für professionelles Kulturschaffen des Kantons Graubünden[2]
- 2003: «Prix Eliette» von Eliette von Karajan
- 2005: Musik-Anerkennungspreis der «Fondation Suisa», einer Stiftung der SUISA
- 2005: Anerkennungspreis der Stadt Chur
- 2010: Anerkennungspreis der Kulturförderung des Kantons Graubünden[3]
- 2014: Schweizer Musikpreis 2014 des Bundesamtes für Kultur[4][5][6]
- 2018: Verleihung des Bünder Kulturpreises durch die Regierung des Kantons Graubünden[7][8]

## Diskographische Hinweise
- 1992: Music Loves Me, mit Steve Argüelles (Produzent), Max Lässer, Django Bates, Pat Bettison, Mike Mondesir, Steve Watts, Christy Doran, Tony Coe, Roland van Straaten, Alban Früh, Uli Scherer, Fritz Hauser, Hans Kennel
- 1995: Rappa Nomada, mit Django Bates, Peter Scherer, Steve Argüelles (Produzent), Cyro Baptista, Lionel D, Ashley Slater, Lucky Ranku, Mike Mondesir, Max Lässer, Benoît Delbecq, Noël Akchoté, Alex Balanescu Quartet und anderen. Texte: Corin Curschellas, Hugo von Hofmannsthal, Gian Fontana, James Fenton, Linard Bardill, Carli Fry.
- 1997: Valdun – Voices of Rumantsch, mit Noël Akchoté, Steve Argüelles, Damon Banks, Cyro Baptista, Greg Cohen, Benoît Delbecq, Peter Herbert, Yuri Lemeshev, Graham Haynes, JT Lewis, Christian Marclay, Ikue Mori, Marc Ribot, Fernando Saunders, Robert Quine, Peter Scherer (Produzent).
- 1999: Goodbye Gary Cooper, mit Steve Argüelles (Produzent), Noël Akchoté, Richard Bona, Margot Châtelain, Benoît Delbecq, Ann Dee, Christophe Minck, Min Xiao Fen, Olivier Glissant, Franz Hackl, Michael von der Heide, Peter Herbert, U Shu Hua, Olivier Ker Ourio und anderen
- 2002: Sud des Alpes, mit Christian Rösli, Dominik Rüegg, Douane Saliou Sène, Abdou Samb, Andi Pupato, Steve Argüelles (Produzent)
- 2008: Grischunit, mit Marc Ribot, Peter Scherer (Produzent), Shahzad Ismaily, Matt Johnson
- 2012: La Grischa, mit Albin Brun, Patricia Draeger und Claudio Strebel (Gemeinschaftsproduktion)
- 2013: Origins, mit Thomas Aeschbacher, Jürg Nietlispach und Simon Dettwiler von Pflanzplätz und Andy Gabriel von den Helvetic Fiddlers (Gemeinschaftsproduktion)
- 2015: La Triada, mit Astrid Alexandre und Ursina Giger
- 2016: La Nova, mit Markus Flückiger, Vera Kappeler, Anna Trauffer und Pez Zumthor
- 2017: Rodas, mit Patricia Draeger und Barbara Gisler
- 2019: 1,2,3! Dai & Hop eine Zusammenarbeit mit Ils Fränzlis Da Tschlin und Corin Curschellas mit einer Sammlung von 55 traditionellen Kinderliedern in 5 Romanischen Idiomen und Rumantsch Grischun. Label: R Tunes.
- 2021: Rodas. Eine Auswahl mehrsprachiger Lieder, arrangiert von Patricia Drager. Traditionelle romanische Volkslieder und Stücke aus Curschellas’ Feder in Churerdeutsch und Englisch. Corin Curschellas: Gesang, Dulcimer, Patricia Draeger: Akkordeon, Barbara Gisler: Cello
- 2022 Chantinadas mit La Triada. Ein Webprojekt des A-capella-Trios La Triada mit Astrid Alexandre und Ursina Giger

CDs als Buchbeilagen
- La Grischa 1 – Liederbuch mit 47 Chanzuns Popularas Rumantschas mit 2 CDs, La Grischa und Origins (trad.). Chasa Editura Rumantscha, Chur 2013, ISBN 978-3-905956-14-6.
- La Grischa 2 – Liederbuch mit 49 Chanzuns Popularas Rumantschas mit 2 CDs. La Triada und La Nova. Chasa Editura Rumantscha, Chur 2016, ISBN 978-3-03845-039-9.
- La Grischa 3 – Liederbuch mit 55 rätoromanischen Kinderliedern mit 2 CDs. Chasa Editura, Chur Rumantscha 2020  ISBN 978-3-03845-072-6